# Canthon imitator
Canthon imitator är en skalbaggsart som beskrevs av Brown 1946. Canthon imitator ingår i släktet Canthon och familjen bladhorningar. Utöver nominatformen finns också underarten C. i. floridanus.